# تيارا أنديني
تيارا أنوغراه إيكا سيتيو أنديني (بالإندونيسية: Tiara Anugrah Eka Setyo Andini)‏ هي ممثلة ومغنية إندونيسية من مواليد 23 سبتمبر 2001.

## ألبوم
- تيارا أنديني (2021)

## روابط خارجية
- تيارا أنديني على موقع IMDb (الإنجليزية)
- تيارا أنديني على موقع ميوزك برينز (الإنجليزية)
- تيارا أنديني على موقع أول ميوزيك (الإنجليزية)
- تيارا أنديني على موقع ديسكوغز (الإنجليزية)
- تيارا أنديني على موقع قاعدة بيانات الفيلم (الإنجليزية)